# バフェットルール
バフェットルール（英語：Buffett Rule）、またはバフェット税は、アメリカ投資家ウォーレン・バフェットが提出した税率改革であった。連続の赤字を減らすために、自身を含む年収100万アメリカドル以上の富裕層に対して、所得税率を30％に引き上げることを提出した。アメリカ大統領バラク・オバマが2011年9月19日に提案したが、2012年4月17日に上院の採決は賛成51、反対45票で審議入りに必要な60票に達せず、共和党の反対で否決した。

## 注脚
1. ↑  バフェット・ルールとは
2. ↑  富裕層向け「バフェット税」、米国民の64％が支持＝調査